# Karin Dunne
Karin Dunne es una deportista australiana que compitió en natación. Ganó una medalla de plata en el Campeonato Pan-Pacífico de Natación de 1995, en la prueba de 4 × 100 m libre.

## Palmarés internacional
| Campeonato Pan-Pacífico | Campeonato Pan-Pacífico  | Campeonato Pan-Pacífico | Campeonato Pan-Pacífico |
| Año                     | Lugar                    | Medalla                 | Prueba                  |
| ----------------------- | ------------------------ | ----------------------- | ----------------------- |
| 1995                    | Atlanta (Estados Unidos) | Medalla de plata        | 4 × 100 m libre         |